# 山田昌
山田 昌（やまだ まさ、1930年〈昭和5年〉5月12日 - 2024年〈令和6年〉6月16日）は、日本の女優。劇団「劇座」代表。夫は俳優の天野鎮雄。
愛知県常滑市出身で長く知多市新舞子に在住。常滑町立常滑実業女学校（現在の愛知県立常滑高等学校）卒業。

## 人物・来歴
愛知県常滑市で生まれる。生母とは3歳で死別、父は常滑焼の窯元。常滑で19歳まで過ごした。天野鎮雄とは再婚となる。
1949年、NHK名古屋放送劇団に入団。「こども風土記」（NHK総合テレビ）などに出演。
1985年、劇団「劇座」を結成。同年、付属俳優養成所の「名古屋劇塾」の設立にも参加した。『銀河テレビ小説』シリーズではNHK名古屋制作ドラマの主演女優を務め、1989年からの『名古屋嫁入り物語』シリーズでは、毎回植木等とともに花嫁の両親役を務める。名古屋弁を話せる女優として全国に知られるようになり、名古屋を舞台としたテレビドラマに多く出演する機会に恵まれる。汚くない言葉を選ぶよう心掛け、必ずしも本来の名古屋弁ではないことは承知しており、「放送用名古屋弁山田流家元」を名乗っている。
地人会主催の朗読劇『この子たちの夏 1945 ヒロシマ・ナガサキ』を大森暁美・長内美那子・高田敏江・柳川慶子・山口果林らと、長年続けた。「広島・長崎で原爆を落とされた時、何を思い、何をしていたか、その時の体験者・遺族の方々の話を忠実に伝承…二度と戦争をしてはいけない」と平和の大切さを訴えている。
2021年4月、大村秀章知事リコール運動の不正署名が社会問題となる中、名古屋市では市長選挙が行われ、現職の河村たかしが5回目の当選を果たした。同年5月30日、リコール運動を発案・牽引した河村と署名偽造事件を取材したドキュメンタリー『大名古屋狂詩曲―総理を狙う男と、民主主義』（東海テレビ）が放映。山田は同番組で名古屋弁によるナレーションを務めた。
2023年11月、夫の天野と死別。その約半年後となる2024年6月16日、肝細胞がんのため名古屋市昭和区の老人ホームで死去した。94歳没。

## 出演

### テレビドラマ
- 潮騒（1963年、NHK）
- 銀河テレビ小説（NHK）
  - 坂の上の家（1973年） - とみ子 役
  - 祈願満願（1981年）- 花垣もと子 役
  - 旅びと（1983年） - 栄子 役
  - 今ぞ恋しき（1983年） - 松見しげ 役
  - もういちど春（1985年） - 玉滝りつ子 役
  - 名古屋ラブソング（1987年） - 菖蒲池ちか 役
- 愛の償い（1976年、TBS） - 黒須夫人
- 氷山のごとく（1980年 - 1981年、関西テレビ）
- 連続テレビ小説（NHK）
  - おしん（1983年～1984年） - よし
  - はね駒（1986年） - 小野寺いち
  - 君の名は（1991年） - 尾田登美子
  - 純情きらり（2006年） - 河原幸恵
- 名古屋嫁入り物語全10作（1989年～1998年、東海テレビ）
- 土曜ドラマ（NHK）
  - 家族の値段（1990年） - 多恵子
  - がんばらんば〜平成の島原大変〜（1993年） - いさ
  - 鏡の調書 天使が街にやってきた（1995年）
  - おごるな上司!（1997年）
- のんのんばあとオレ（1991年、NHK）
- 続のんのんばあとオレ（1992年、NHK）
- とんぼ（1988年、TBS）
- ドラマ新銀河（NHK）
  - ようこそ青春金物店（1996年）- 前田利子 役
- なごや千客万来（2000年、NHK）
- 名古屋仏壇物語（2002年、NHK）
- 坊さん弁護士・郷田夢栄2（2004年、TX） - 森川とき
- 七色のおばんざい（2005年、NHK）
- 少年時代（2009年、東海テレビ）
- 全力離婚相談 最終話（2015年、NHK）
- 真田丸（2016年、NHK） - なか（豊臣秀吉の母） 役
- やすらぎの郷（2017年、テレビ朝日）
- どこにもない国（2018年、NHK総合） - 老婆 役

### 映画
- 黒い雨（1989年）監督=今村昌平／東映・今村プロダクション）
- カンゾー先生（1998年、監督=今村昌平／東映・今村プロダクション・東北新社）
- 長い散歩（2006年、監督=奥田瑛二／キネティック）

### 舞台
- はなれ瞽女おりん（地人会公演、作=水上勉／演出=木村光一）
- 越前竹人形（地人会公演、作=水上勉／演出=木村光一）
- プラザ・スイート（劇座公演、作=ニール・サイモン／訳=酒井洋子／演出=宮永雄平）
- やっとかめ探偵団 その1～その6（劇座公演、作=清水義範／演出=岩川均）
- 尾張嫁入り物語（中日劇場公演、作=高橋正圀／演出=小林俊一）
- ハロルドとモード（作=コリン・ヒギンズ／脚本・演出=はせひろいち）
- じゅんさい女房（御園座公演、作=花登筐／演出=成瀬芳一）
- この子たちの夏（地人会公演、構成・演出=木村光一）
- 名古屋嫁入り物語（中日劇場公演）
- 続・名古屋嫁入り物語（中日劇場公演）
- 新・名古屋嫁入り物語（中日劇場公演）

### CM
- 鎌倉ハム：星S印Kウィンナー
- 長野県製薬：御岳百草丸

## 受賞歴
- 1982年（昭和57年）：名古屋市芸術賞特賞
- 1992年（平成4年）：愛知県芸術文化選奨
- 1998年（平成10年）：松原英治・若尾正也演劇賞